# Jean Hoffman
Jean Hoffman (23 september 1893 - ?) was een Belgisch waterpolospeler.
Hoffman nam als waterpoloër eenmaal succesvol deel aan de Olympische Spelen; in 1912. Hij wist een bronzen medaille te winnen voor België.
Victor Boin · 
Félicien Courbet · 
Herman Donners · 
Albert Durant · 
Oscar Grégoire · 
Jean Hoffman · 
Herman Meyboom · 
Pierre Nijs · 
Joseph Pletincx